# Revolverheld
Revolverheld é uma banda de rock da Alemanha. Originalmente chamada de "Manga" foi fundada no inverno de 2003 em Hamburgo. Em 2004,  a banda foi renomeada para "Tsunamikiller" e então depois decidido o nome de "Revolverheld" após o terremoto no Oceano Índico em 2004.

## História da banda

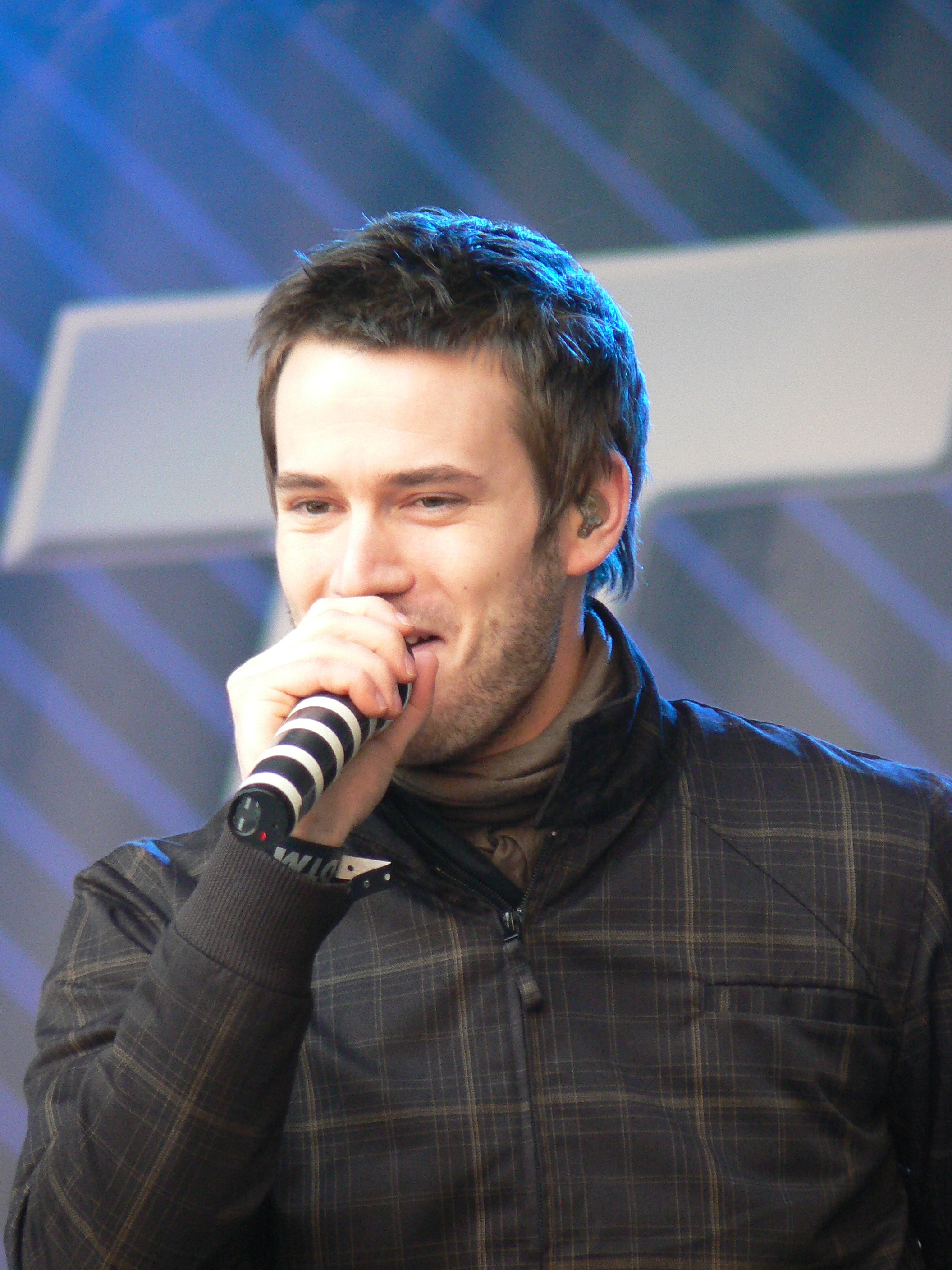
Johannes Strate em 2008

Revolveheld começou sua carreira abrindo shows de renomadas bandas alemãs, como Silbermond e Die Happy. Com a música Rock ’n’ Roll, a banda ganhou notoriedade nas rádios alemãs. O primeiro single da banda, Generation Rock, foi lançado em 2005 e alcançou as paradas alemãs. A música é destaque no video game Guitar Hero III: Legends of Rock. Juntamente com o produtor Clemens Matznick, o primeiro álbum, Revolverheld , foi produzido e lançado  em setembro de 2005. Este álbum tem como principais músicas: Rock ’n’ Roll, Generation Rock, Die Welt steth still, Freunde bleiben e Mit dir chilln. 
Revolverheld ganhou em dezembro de 2006 o prêmio 1 Live Krone (da estação de rádio Eins Live) como Melhor Revelação de 2006, com 41,1% das intenções de voto.
No dia 25 de maio de 2007, o segundo álbum foi lançado: Chaostheorie (teoria do caos).
Tendo como singles, as seguintes músicas, Ich werd’ die Welt verändern,
Du Explodierst e Unzertrennlich. O clip dessa última mostra alguns jovens acampando, tendo como destaque dois garotos que permanecem sempre  juntos até o momento que se beijam. Feito isso, um deles empurra o outro e se afastam um do outro. Não fica claro se eles vão formar um par ou não, entretanto no final o garoto que empurrou coloca a mão no ombro do amigo e assim há chances de que a amizade entre eles permaneça. Kristoffer Hünecke, um dos guitarristas da banda, disse a uma entrevista que neste clip eles não queriam contar uma típica história de um garoto que encontra uma garota e se apaixona. Eles queriam mostrar o que ocorre com muitos jovens na puberdade. A banda também aparece no clip, mesmo sendo por poucos segundos quase no final.
2010 foi o ano do lançamento do terceiro álbum da banda: In Farbe (em cores), que teve como single Spinner, o qual ficou no TOP 20 das músicas mais tocadas da Alemanha. Outra música de destaque desse álbum é Halt dich an mir fest, a qual foi feita um dueto com a cantora da banda Die Happy, Marta Jandová. Em maio de 2011, o In Farbe recebeu disco de ouro na Alemanha pelas mais de 150 mil cópias vendidas. 
No dia 20 de setembro de 2013 foi lançado o álbum intitulado de Immer in Bewegung (sempre em movimento). Antes disso, em julho de 2013, o single, que tem o mesmo nome do álbum, foi lançado para download no iTunes.
Em novembro de 2017 a banda lançou em sau canal no youtube o clipe da música Das Herz Shläght bis zum hals, e anunciou o lançamento do álbum Zimmer mit Blick (Quarto com vista) para maio de 2018.

## Discografia

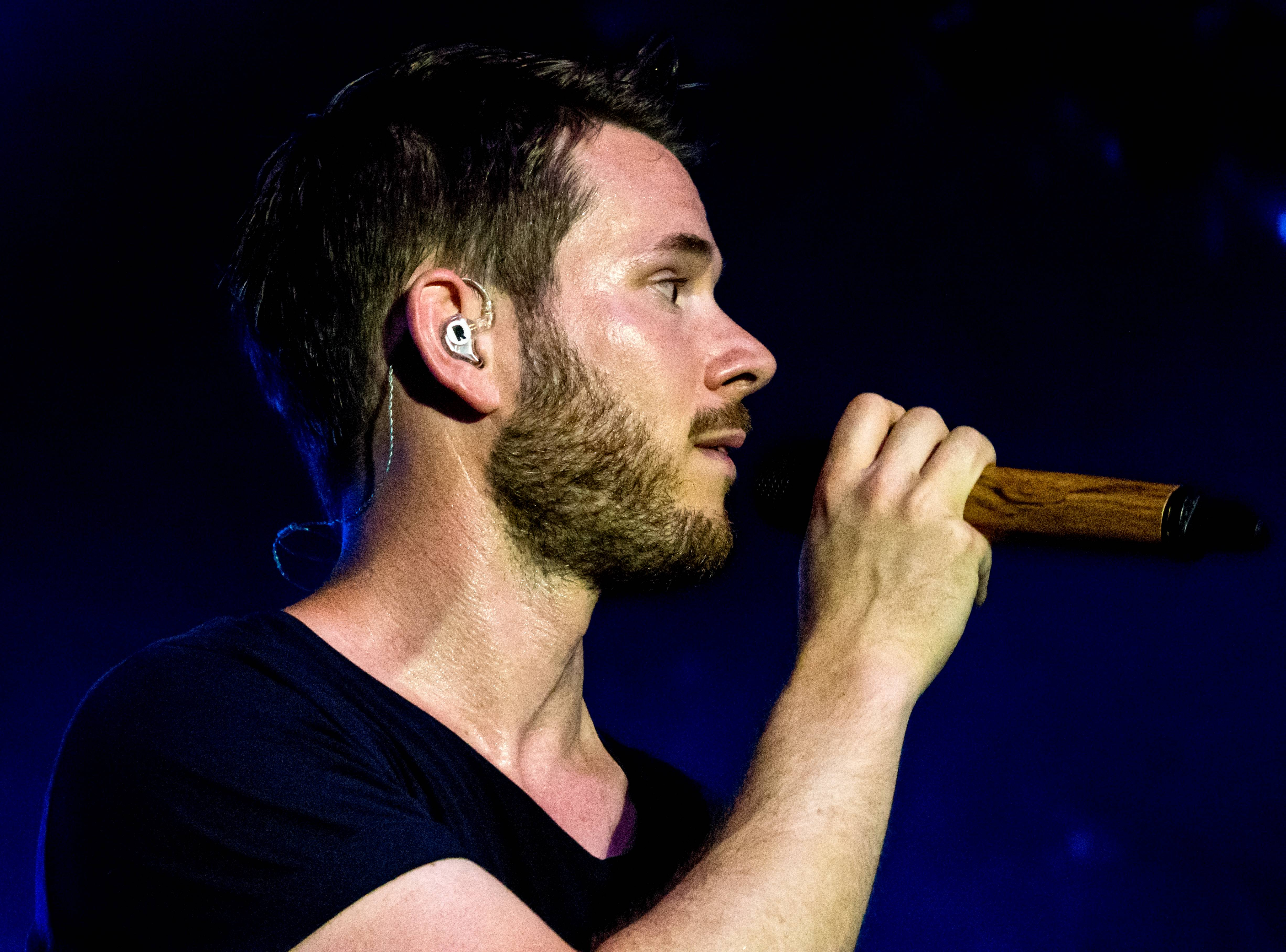
Johannes Strate - Vocalista da Banda e Jurado do The Voice Kids Alemanha

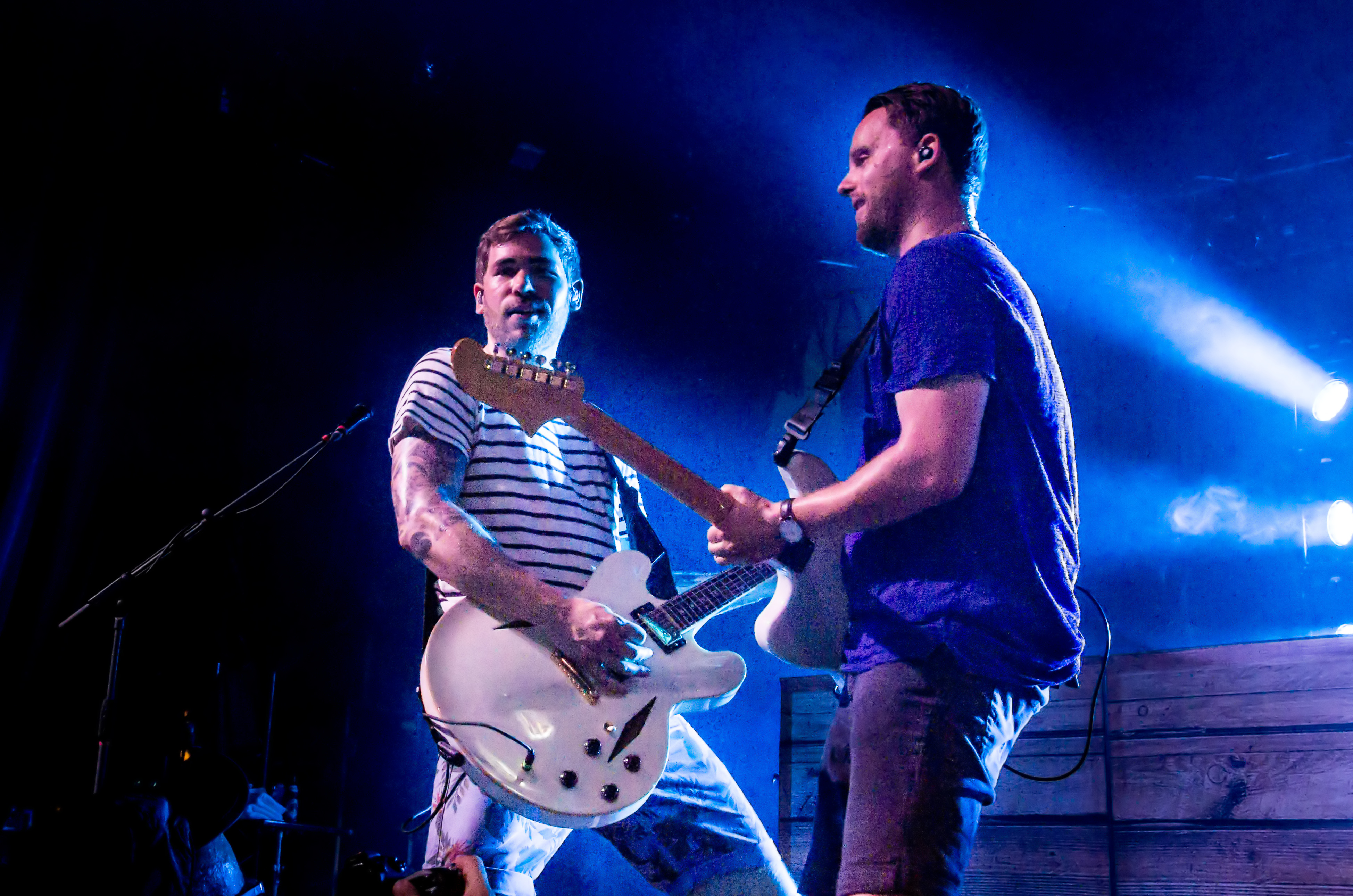
Zelt-Musik-Festival em 2015 Freiburg, Alemanha

### Álbuns
- Revolverheld (2005)
- Chaostheorie (2007)
- In Farbe (2010)
- Immer in Bewegung (2013)
- Zimmer Mit Blick (2018)

### Singles
- 2005: "Generation Rock"
- 2005: "Die Welt steht still" ("O mundo fica parado")
- 2006: "Freunde bleiben" ("Continuar amigos")
- 2006: "Mit dir chill'n" ("Relaxar com você")
- 2007: "Ich werd' die Welt verändern" ("Eu vou mudar o mundo")
- 2007: "Du explodierst" ("Você explode")
- 2007: "Unzertrennlich" ("Inseparáveis")
- 2008: "Helden 2008" ("Heróis de 2008")
- 2010: "Spinner" ("Loucos")
- 2010: "Keine Liebeslieder" ("Sem mais canções de amor")
- 2010: "Halt dich an mir fest" (feat. Marta Jandová) ("Segure-se forte em mim")
- 2013: "Das kann uns keiner nehmen" ("Ninguém pode tirar de nós")
- 2014: "Ich lass für dich das Licht an" ("Deixo a luz acesa pra você")
- 2014: ''Lass Uns Gehen'' (''Vamos lá'')
- 2015: ''Deine Nähe tut mir weh'' (''Sua proximidade me dói'')
- 2018: "Das Herz Shläght bis zum hals" (O coração chega na boca)
- 2024: "Alors on danse"

## Premiações
2003

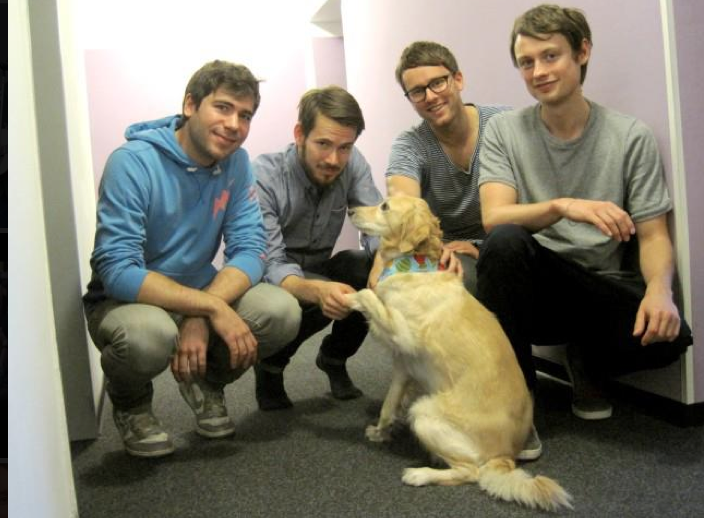
Revolverheld - 2015

- OXMOX-Bandcontest – Dritter[1] und nicht Gewinner, wie der Schlagzeuger im Bonedo-Podcast richtigstellt.

2006
- Bravo Otto – Bronze für Band Rock
- 1Live Krone – Melhor Novo Artista

2007
- LEA Award – FKP Scorpio/Extratours/Revolverheld - Melhor Turnê

2011
- Radio Regenbogen Award – Melhor Dueto (Halt dich an mir fest feat. Marta Jandová)
- Comet – Melhor Show Ao Vivo

2014
- Bundesvision Song Contest 2014 – Gewinner mit Lass uns gehen
- MTV Europe Music Awards 2014 – Melhor Artista Alemão

2015
- ECHO Pop - Melhor Grupo Alemão de Rock/Pop